# Harpanahalli
Harpanahalli (en canarés: ಹರಪನಹಳ್ಳಿ ) es una ciudad de la India en el distrito de Davanagere, estado de Karnataka.

## Geografía
Se encuentra a una altitud de 624 m s. n. m. a 300 km de la capital estatal, Bangalore, en la zona horaria UTC +5:30.

## Demografía
Según estimación 2011 contaba con una población de 48 900 habitantes.